# Thorgan Hazard
Thorgan Ganael Francis Hazard (La Louvière, 1993. március 29.) belga válogatott labdarúgó, a belga Anderlecht játékosa.

## Pályafutása

### Korai évek
Thorgan ötévesen szülővárosa csapatában, a Royal Stade Brainoisnál kezdte pályafutását, majd testvérével együtt innen igazolt 14 évesen Franciaországba, az RC Lens együtteséhez. Itt együtt játszott többek közt Geoffrey Kondogbiával és Raphaël Varanenal.  Első profi szerződését 2010-ben írta alá, ami 2013-ig kötötte a francia csapathoz. A felnőtt csapatban 2011. május 9-én mutatkozott be, a szezonban összesen 14 bajnokin kapott lehetőséget.

### Chelsea FC
2012. július 24-én a Chelsea FC hivatalos honlapján jelentette be, hogy szerződteti. Érdekesség, hogy bátyja, Eden, akivel együtt igazoltak Belgiumból Franciaországba, szintén abban az évben lett a londoniak játékosa. Thorgan a Chelsea-ben nem sok lehetőséget kapott, bajnoki mérkőzésen nem lépett pályára a csapat színeiben. Az ott töltött három idényből kettőt a Zulte-Waregem, egyet pedig a Borussia Mönchengladbach csapatánál töltött. A németek a 2014-15-ös idény végén végleg megvásárolták.

### Dortmund
2019. május 22-én hivatalosá vált, hogy 25 millió euró fejében öt éves szerződést írt alá a Borussia Dortmundhoz.

### PSV Eindhoven
2023. január 31-én a holland PSV Eindhoven június 30-ig kölcsönvette.

### Anderlecht
2023. szeptember 6-án hároméves szerződést írt alá az Anderlecht csapatával, amely 4 millió eurót fizetett érte.

## Család
Labdarúgó családban nőtt fel. Anyja, Carine és apja, Thierry is labdarúgó volt, előbbi csatár, utóbbi félprofi védekező középpályás. Apja pályafutását a félprofi RAA Louviéroise együttesénél töltötte a belga másodosztályban. Anyja a belga női bajnokságban szerepelt, de visszavonult, amikor három hónapos terhes volt Edennel. Thierry 2009-ben vonult vissza, hogy több időt tölthessen a családjával.
Thorgan a második a négy Hazard gyerekből. Mind a három testvére focizik. Edennell egyszerre, 2012-ben igazolt a Chelsea-be, Thorgan a RC Lens csapatából, míg Eden a rivális Lille együtteséből. Másik három testvére, Eden a Real Madridtól vonult vissza, míg Kylian és Ethan Eden nevelő klubjában, a Tubize-Braineben játszik.

## Statisztika

### Válogatott
2022. december 1-i állapotnak megfelelően.
| Belgium  | Belgium  | Belgium |
| Év       | Mérkőzés | Gól     |
| -------- | -------- | ------- |
| 2013     | 1        | 0       |
| 2014     | 0        | 0       |
| 2015     | 0        | 0       |
| 2016     | 1        | 0       |
| 2017     | 6        | 1       |
| 2018     | 11       | 2       |
| 2019     | 7        | 1       |
| 2020     | 5        | 0       |
| 2021     | 9        | 4       |
| 2022     | 6        | 0       |
| Összesen | 47       | 9       |

### Góljai a válogatottban
| # | Dátum              | Helyszín                                           | Mérk. | Ellenfél    | Gólja | Végeredmény | Kiírás                                       |
| - | ------------------ | -------------------------------------------------- | ----- | ----------- | ----- | ----------- | -------------------------------------------- |
| 1 | 2017. október 10.  | Baldvin király Stadion, Brüsszel, Belgium          | 6     | Ciprus      | 2–0   | 4–0         | 2018-as labdarúgó-világbajnokság-selejtező   |
| 2 | 18 November 2018   | Swissporarena, Luzern, Svájc                       | 19    | Svájc       | 1–0   | 2–5         | 2018–2019-es UEFA Nemzetek Ligája (A liga)   |
| 3 | 18 November 2018   | Swissporarena, Luzern, Svájc                       | 19    | Svájc       | 2–0   | 2–5         | 2018–2019-es UEFA Nemzetek Ligája (A liga)   |
| 4 | 2019. november 16. | Kresztovszkij Stadion, St. Petersburg, Oroszország | 25    | Oroszország | 1–0   | 4–1         | 2020-as labdarúgó-Európa-bajnokság selejtező |
| 5 | 2021. március 24.  | Den Dreef, Leuven, Belgium                         | 32    | Wales       | 2–1   | 3–1         | 2022-es labdarúgó-világbajnokság-selejtező   |
| 6 | 2021. június 3.    | Baldvin király Stadion, Brüsszel, Belgium          | 34    | Görögország | 1–0   | 1–1         | Barátságos mérkőzés                          |
| 7 | 2021. június 17.   | Parken Stadion, Koppenhága, Dánia                  | 37    | Dánia       | 1–1   | 2–1         | 2020-as labdarúgó-Európa-bajnokság           |
| 8 | 2021. június 27.   | La Cartuja, Sevilla, Spanyolország                 | 38    | Portugália  | 1–0   | 1–0         | 2020-as labdarúgó-Európa-bajnokság           |
| 9 | 2021. november 13. | Baldvin király Stadion, Brüsszel, Belgium          | 40    | Észtország  | 3–1   | 3–1         | 2022-es labdarúgó-világbajnokság-selejtező   |

## Sikerei, díjai

### Klub
- Borussia Dortmund
  - Német kupa: 2020–21

- PSV Eindhoven
  - Holland kupa: 2022–23

### Egyéni
- Belga aranycipő: 2013
- Az év belga labdarúgója: 2013–14